# Геркулес Кортес
Альфонсо Карлос Чічарро і Ламамі де Клерак (7 липня 1932 — 24 липня 1971) — іспанський професійний борець і актор, більш відомий під  псевдонімом Геркулес Кортес. Він брав участь в іспанських та інших європейських і північноамериканських змаганнях з боротьби, включаючи Американську асоціацію боротьби та Міжнародний альянс боротьби, і на момент своєї смерті був чинним співволодарем командного чемпіона світу AWA.

## Професійна кар'єра борця
Альфонсо Карлос Чічарро розпочав свою професійну кар'єру в 1950-х роках як Пепе Чічарро/Пепе Кортес в Іспанії. У 1958 році він брав участь у змаганнях у Канаді та Сполучених Штатах під ім'ям Клод Дассарі. До 1960 року Альфонсо остаточно зупинився на імені «Геркулес Кортес», як запропонувала його дружина Валері.
Фірмовою маркою Геркулеса Кортеса був гігантський валун, який він привіз з Іспанії, який він ставив на ринг і змушував інших піднімати. Він подорожував по всьому світу, займаючись боротьбою, на багатьох різних майданчиках і територіях. Він також знявся в кількох фільмах у своїй рідній Іспанії та в деяких італійських фільмах.

## Особисте життя
Кортес (Альфонсо Карлос Чічарро) народився наймолодшим із 13 дітей у відомій родині Іспанії. Його родина зазнала великої трагедії через громадянську війну в Іспанії, включаючи втрату кількох його маленьких братів і сестер (усі були підлітками). Оскільки його сім'я пережила війну, він зміг відвідувати коледж у молодості в «Ель-Ескоріалі», де він навчався на інженера. Попри те, що він почувався добре, і його сім'я була задоволена, він зберіг свою любов до природи та фізичних проблем, коли виріс високим і сильним. Незабаром він привернув увагу своєю природною силою, йому запропонували можливість поборотися і заробити трохи грошей. Він вирішив спробувати і виявив, що це йому подобається, тож він вирушив у світ боротьби. Під час своїх подорожей, перебуваючи в Канаді, він познайомився зі своєю майбутньою дружиною і матір'ю своїх трьох дітей. Це була красива молода німкеня, на ім'я Вальтрауд (пізніше її змінили на Валері), яка на той час не розмовляла іспанською. Кортес, який був добре освіченим і говорив кількома мовами, зміг розмовляти з нею її рідною мовою, і незабаром вони закохалися, одружилися і народили трьох дітей. Старший до молодшого; Альфонсо (1960), Рікардо (1963) і Марія Долорес (1964).
Його дружина супроводжувала його в його подорожах у багатьох місцях, навіть взявши з собою його старшого сина, поки його сім'я не збільшилася. Вони жили в Сполучених Штатах, потім в Іспанії і, нарешті, повернулися в Сполучені Штати. Лише кілька місяців після покупки будинку в Сполучених Штатах (штат Огайо) його сім'ю спіткала ще одна трагедія: він загинув в автокатастрофі у віці 39 років. Його дружина (31 рік) залишилася вдовою з трьома малолітніми дітьми (11 років, 8 років і 6 років). Його сім'я залишилася тут, у США, донині.

## Смерть
До 1971 року Кортес займався боротьбою в Америці та виграв командний чемпіонат світу  AWA з Редом Бастьєном.
24 липня 1971 року Геркулес Кортес помер від травм, отриманих рано вранці в аварії на одній машині. Кортез і Бастьєн поверталися в Міннеаполіс-Сент-Під. Пол після командного матчу у Вінніпезі лише кілька годин тому.
Очевидці стверджують, що Геркулес їхав зі швидкістю понад 100 миль на годину по шосе поблизу Сент-Клауда, Міннесота.
Наступного разу, коли вони побачили автомобіль, він розбився на узбіччі дороги. Бастьєн пережив аварію з кількома незначними травмами. З іншого боку, Геркулес Кортес катапультувався з транспортного засобу та приземлився приблизно за 75 футів від уламків. Вважалося, що Кортес отримав зламану шию і помер миттєво.
Перші повідомлення повідомляли, що Бастьєн, який давно став популярним виконавцем мату в цьому районі, був серйозно поранений, але, на щастя, виявилося, що це не так.
Бастьєн сказав промоутеру AWA  Уоллі Карбо, що він дійсно не знає, що трапилося або що стало причиною аварії. «Все, що я знаю». — сказав Бастьєн, — за кермом був Геркулес. Наступне, що я зрозумів, — машина з'їхала з дороги, перевернулася й потім випрямилася. Я опинився під панеллю приладів, ледве вірячи, що я ще живий".
Геркулес мав поборотися з  Ніком Боквінкелем пізніше того ж дня. Його поховали в Норт-Роялтоні, штат Огайо.

## Чемпіонати та досягнення
- Американська асоціацію боротьби
  - командний чемпіонат світу  AWA[en] (1 раз) — з Редом Бастьєном[en]
- Клуб «Алея цвітної капусти»
  - Посмертна премія (2002)
- Міжнародний альянс боротьби
  - Чемпіон світу IWA у важкій вазі (1 раз)
- Корпорація Internacional de Catch
  - Чемпіон Іспанії у важкій вазі (1 раз)
- Чемпіонат світу з боротьби (Австралія)
  - Чемпіон світу IWA у важкій вазі [en] (1 раз)